# Jaldabaoth
Jaldabaoth (oder Ildabaoth) ist in manchen Richtungen der Gnosis der Schöpfer der materiellen Welt, zum Teil dargestellt als löwenköpfige Gottheit. Er galt als Demiurg, der die Menschen in dieser Welt gefangen hält. Der Name ist wahrscheinlich vom aramäischen jaldā bahôt (ילדא בהות), „Nachkomme des Chaos“ bzw. „Sohn des Chaos“, abzuleiten.

## Beschreibung
Er ist der Sohn der Sophia, der Personifikation der Weisheit in der Gnosis, mit der er streitet. Indem sie sich in Güte und Einfalt schöpferisch der Materie zuwandte, schuf Sophia ohne Wissen der anderen Äonen den unvollkommenen Jaldabaoth, den Sohn des Chaos. Von seiner Mutter erhielt er die Lichtkräfte, die er aber zum Bösen einsetzte. Sophia herrscht über die Ogdoas, der Demiurg über die Hebdomas. Jaldabaoth erzeugte sechs weitere Archonten und andere Mitstreiter. Die von ihm geschaffenen Engel rebellierten gegen Jaldabaoth. Um die Engel in Unterwürfigkeit zu halten, erzeugte Jaldabaoth die Welt. 
Im Schöpfungsakt entäußerte sich Jaldabaoth aber seiner höchsten Kraft. Als Jaldabaoth dem Menschen die Seele einhauchte, flößte die Sophia ihm den göttlichen Funken des Geistes ein. 
Nach der Materie erzeugte Jaldabaoth den Schlangengeist (Ophiomorphos), der Ursprung alles Bösen ist. Das Lichtwesen Sophia bewirkte durch die Schlange den Sündenfall des Menschen. Durch den Genuss der verbotenen Frucht wurden sie erleuchtet und wandten sich von Jaldabaoth ab. Dieser verstieß sie zur Strafe aus der ätherischen Region, dem Paradies. 
Jaldabaoth versuchte, den Menschen die Gabe des Lichtfunkens zu nehmen, den er unwissentlich an sie verloren hat, bzw. sie in Knechtschaft zu halten. Durch Strafen versuchte er die Menschen dazu zu bringen, ihn als Gott anzuerkennen. Wegen ihrer mangelnden Verehrung brachte er die Sintflut über die Menschen, aus welcher Sophia Noah rettete. Mit Abraham schloss Jaldabaoth einen Bund. Er sollte mit seinen Nachkommen ihm dienen. Die Propheten sollten Jaldabaoths Ruhm verkünden, mahnten zugleich aber durch Einflussnahme Sophias die Menschen an ihren höheren Ursprung und bereiteten die Ankunft Christi vor. Auf Veranlassung Sophias veranlasste Jaldabaoth die Erzeugung Jesu in der Jungfrau. Zu dessen Verkündigung bediente er sich Johannes des Täufers. Im Moment der von Jaldabaoth veranstalteten Taufe bezog Sophia den Leib Jesu und lehrte durch ihn die Menschen, ihre Bestimmung sei das Lichtreich. Erst ab der Taufe verfügte Jesus über göttliche Kräfte und konnte Wunder tun. Da Jesus aber sein Reich zerstörte, statt es zu fördern, ließ Jaldabaoth ihn kreuzigen. Vor seinem Martyrium entwich Christus der leiblichen Hülle.
Jaldabaoth wird mit dem Gott Saturnus identifiziert.